# María Berushko
María Aparecida Beruski (en ucraniano suena Berushko) fue una maestra escolar perecida salvando a sus estudiantes durante el incendio de una escuela en el Brasil. Puede llegar a ser la primera santa ortodoxa de América Latina.

Nació en 1959 en Curitiba, el estado brasileño de Paraná, en una familia de origen ucraniano.
Cuando el incendio el 4 de abril de 1986 en la escuela de la villa de Joaquim Távora, María, rechazando la posibilidad de abandonar rápido el edificio, se quedó adentro, ayudando a los alumnos escapar. Ella supo salvar a 5 niños, pero 8 niños con su maestra perecieron en las llamas.
La Iglesia Ortodoxa Ucraniana en América Latina, considerando la beatificación, va a pasar los materiales del caso al Patriarcado de Constantinopla para la decisión definitiva, el proceso que puede llevar unos tres años. 
Una de las calles de Curitiba ya lleva el nombre de Beruski (a rua Maria Aparecida Beruski). La maestra también ya está devotada como una santa por la comunidad local debido a unos milagros reconocidos.